# Torre en Cameros
Torre en Cameros est une commune de la communauté autonome de La Rioja, en Espagne.